# Église Sainte-Mère-de-Dieu de Roman
L'église Sainte-Mère-de-Dieu de Roman est une église arménienne située dans la ville de Roman, en Roumanie. Le bâtiment a été construit par Agopchah, membre important de la communauté arménienne de Moldavie au début du XVIIe siècle.
L'édifice est inscrit au titre des monuments historiques roumains.

## Histoire

### L'église antérieure (Moyen Âge)
L'église actuelle reprend l'emplacement et la fonction d'une ancienne église arménienne médiévale qui a été détruite en 1551 lors de persécutions anti-arméniens par les armées moldaves.

### Construction (début duXVIIesiècle)
La construction de l'église arménienne de Roman a eu lieu dans les toutes premières années du XVIIe siècle. La date de fin du chantier, 1609, est connue par une inscription en arménien intégrée au-dessus du portail principal, sur la façade occidentale.
Le commanditaire de l'église, Agopchah, toujours selon cette mention épigraphique, fit construire le sanctuaire en l'honneur et en souvenir de son épouse Khatoun Moughal ainsi que de ses parents.

## Architecture
L'église est construite dans le style baroque qui se développe à l'époque en Roumanie actuelle. Certaines parties sont, toutefois, encore gothiques comme la nef et plus particulièrement ses voûtes (croisées d'ogives). Le chevet a, lui, des aspects qui appartiennent tant à l'architecture arménienne que celle romane, avec une forme triconque.